# EBT RBDe 4/4

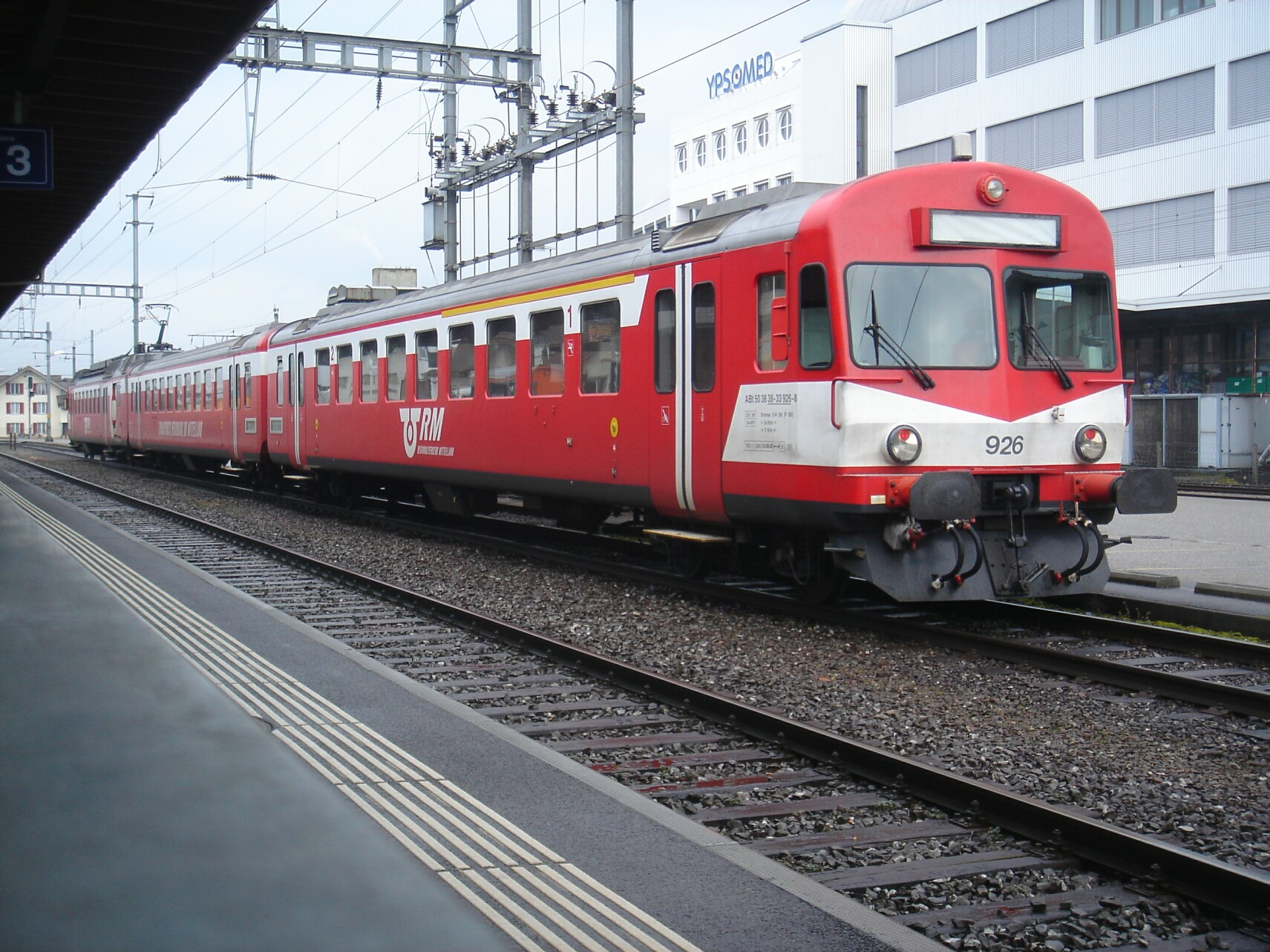
BLS ex RM ABt 926 – B 508 – RBDe 566 226

Als RBDe 4/4 werden die 8 elektrischen Triebwagen der EBT-Gruppe bezeichnet, welche zwischen 1973 und 1974 abgeliefert wurden. Das RBDe 4/4 ist die Bauartbezeichnung und bedeutet vierachsiger elektrischer Triebwagen mit Höchstgeschwindigkeit über 110 km/h, mit vier angetriebenen Achsen, mit Sitzplätzen 2. Klasse und einem Gepäckabteil.
Die Fahrzeuge der Serie, wurden buchmässig den einzelnen Gesellschaften zugeteilt und entsprechend nummeriert, aber von Anfang an freizügig über das ganze Netz der EBT-Gruppe eingesetzt. Die sechs Fahrzeuge der Emmental-Burgdorf-Thun-Bahn (EBT) erhielten die Nummer 221–226, das Fahrzeug der Vereinigte Huttwil-Bahnen (VHB) die Nummer 261 und das Fahrzeug der Solothurn-Münster-Bahn (SMB) die Nummer 281. In Hinblick auf die Ablieferung der RBDe 4/4 II wurden sie ab 1982 als RBDe 4/4I und später als RBDe 566 I (220–227) bezeichnet. Infolge der Fusionen gehörten sie ab 1997 dem Regionalverkehr Mittelland und ab 2006 der BLS AG.
Die RBDe 4/4 stellen eine Zwischenstufe in der Entwicklung dar zwischen Hochleistungstriebwagen, EAV-Triebwagen und SBB RBe 4/4 einerseits und den NPZ bzw. Privatbahn-NPZ andererseits. Äusserliches Merkmal sind die aussenbündigen Schwenktüren, der Triebwagen hat nur noch einen Führerstand und verkehrt immer mit passendem Steuerwagen, Stirnwandtüren für den Übergang zu Verstärkungswagen gibt es nicht mehr. Aber technisch handelt es sich noch um einen konventionellen Zug, sowohl elektrisch wie auch wagenbaulich, wo die Prinzipien des Einheitswagens I noch in vielem sichtbar sind. Mit diesen Zügen schaffte die EBT-Gruppe die erste Klasse ab, die sie dann 1992 wieder einführte.
Bei diesen Fahrzeugen kamen zum ersten Mal in der Schweiz bei einem Schienenfahrzeug Schwenkschiebtüren als Aussentüren zum Einsatz. Die Türen werden durch den Lokomotivführer seitenselektiv freigegeben und vom Kunden über Druckknöpfe bedient. Die Türschliessung wird vom Lokomotivführer aus dem Führerstand eingeleitet. Die Züge sind auch mit einer Halteanforderungfunktion versehen, was die Bedienung von Halt-auf-Verlangen-Stationen ermöglicht, ohne dass ein Zugbegleiter mitfährt.
Die Triebwagen sind mit einer elektronisch angesteuerten Schützen-Steuerung versehen. Der Fahrstrom wird am Stufentransformator abgegriffen und über die Schützensteuerung einem Gleichrichterblock zugeführt, welcher seinerseits die vier Wellenstrom-Fahrmotoren speist. Es ist ein SAAS Lamellenantrieb eingebaut mit einem Übersetzungsverhältnis von 1:3,95.

## Lieferung
Das erste Fahrzeug wurde im Juli 1973 abgeliefert und am 21. August 1973 der Presse vorgestellt.
1973/74 wurden 8 Züge geliefert, davon 6 für die EBT und je einer für VHB und SMB. Dazu kamen 4 Zwischenwagen für die EBT und 1 für die VHB:
- RBDe 4/4 221–226, 261, 281
- Bt 321–326, 361, 381
- B 505–508, 555

1977 wurden noch einmal 6 Zwischenwagen geliefert und zusätzlich ein Steuerwagen für die Hochleistungstriebwagen:
- B 509–510, 556–559
- Bt 352

## Umnummerierung und Umbauten
1991/92 wurde die erste Klasse wieder eingeführt und die Fahrzeuge mit UIC-Nummern versehen. Im Jahr 2002 wurden die gleichartigen Trieb- und Steuerwagen zu Serien zusammengefasst, da die Unterscheidung in die früheren Eigentümerbahnen EBT/VHB/SMB nach der Fusion zur RM obsolet war:
- RBDe 566 221–226, 261, 281, ab 2002 566 221–226, 220, 227 in dieser Reihenfolge
- ABt 50 38 38-33 921–926, 961, 981, ab 2002 921–926, 920, 927 in dieser Reihenfolge
- B 50 38 29-34 505–508, 555–558, ab 2012 B 50 85 29-35 505–508, 501–504 (nur 502 und 503 umnummeriert und mit neuem BLS-Anstrich versehen)
- AB 50 38 38-34 409, 410, 459 (459 wurde zu SR 89-34 803) Die AB waren ursprünglich B (509, 510 und 559). AB 409 und 410 waren ab 2008 deklassiert im Einsatz, aber noch als AB beschriftet, bis Dezember 2010 als Verstärkungswagen ab Luzern, danach als Zwischenwagen mit RBDe 566 und ABt. Die TSI-Nummern 50 85 39-35 509 und 510 sowie 89-35 591 waren reserviert, wurden aber an den Fahrzeugen nicht mehr angebracht.
- ABt 50 38 38-33 952 trug ab 2002 die Nummer 29–33 991, da ein Umbau zu einem Bt (für Verstärkungsmodule) geplant war, der aber nicht ausgeführt wurde.

## Einsatz
Nach Ablieferung kamen die Züge, meist zweiteilig, zum Teil aber auch dreiteilig, auf dem gesamten Netz zum Einsatz. Die zusätzlichen Zwischenwagen wurden auch in anderen Pendelzügen eingesetzt und kamen in gezogenen Zügen hinter Lokomotiven und Gepäcktriebwagen zum Einsatz. Nach der Fusion mit der BLS wurden die Einsätze im Bereich der ehemaligen EBT konzentriert und seit Dezember 2010 waren alle acht Züge dreiteilig formiert und zwischen Thun und Solothurn im Einsatz. Nach Ablieferung des neuen BLS-Doppelstockzüge MUTZ werden sie in diesem Einsatz durch NPZ ersetzt und ausrangiert.

## Ausrangierung und Verkauf
- ABt 50 38 38-33 952, ab 2002 29-33 991 (da Umbau zu Bt geplant war), März 2004 mit BDe 576 250 und B 551 an die OeBB verkauft, von dort Dezember 2005 weiter an Verein Pendelzug Mirage, 2007 abgebrochen.
- RBDe 566 227-5, ABt 50 38 38-33 926-8 und AB 50 38 38-34 409-4 Ende Mai 2013 zum Abbruch in Emmenbrücke
- RBDe 566 221-8 und ABt 50 38 38-33 921-9 abgestellt in LUGO (reserviert für die BLS-Stiftung), aufbereitet in Oberburg und seit Frühjahr 2016 bei der CJ, als Reservependel Pruntrut–Bonfol. Ende März 2022 Abbruch bei Thommen in Biel
- RBDe 566 222 und ABt 50 38 38-33 922 am 14. November 2013 zur CJ überführt, dort Einsatz als Reservependel Pruntrut–Bonfol. Im Mai 2023 Verkauf an Verein Pendelzug Mirage (Betriebsgruppe RBDe I) und Überfuhr nach Zell LU am 27. Mai 2023.
- RBDe 566 224, ABt 924 und B 506 am 12. Dezember zum Abbruch in Emmenbrücke

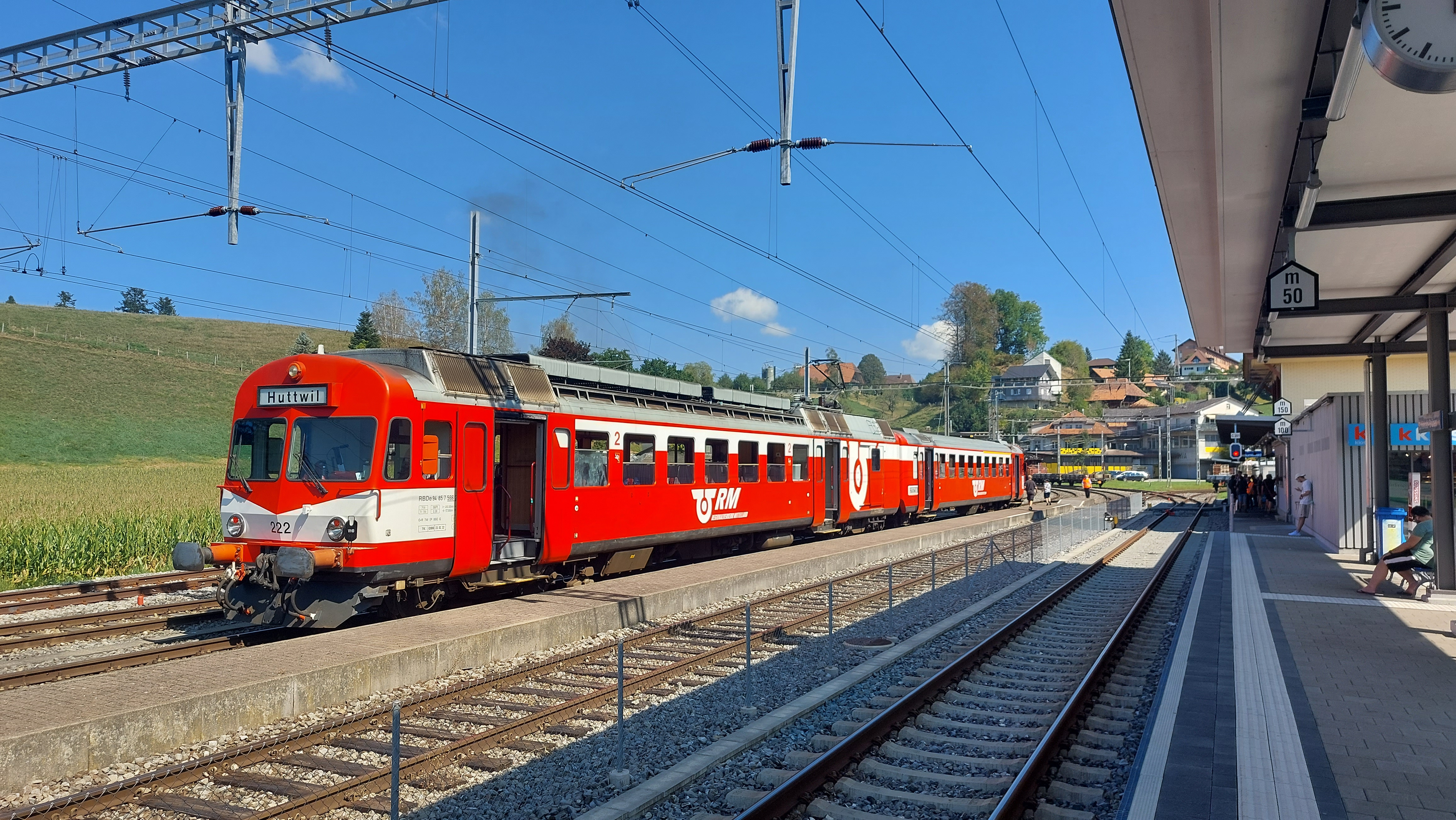
RBDe 566I der Vereins Pendelzug Mirage anlässlich des Slow Up am 10. September 2023 in Sumiswald-Grünen